# Mettauertal
Mettauertal (toponimo tedesco) è un comune svizzero di 1 963 abitanti del Canton Argovia, nel distretto di Laufenburg.

## Storia
Il comune di Mettauertal è stato istituito il 1º gennaio 2010 con la fusione dei comuni soppressi di Etzgen, Hottwil (fino ad allora compreso nel distretto di Brugg), Mettau, Oberhofen e Wil; capoluogo comunale è Mettau.

## Società

### Evoluzione demografica
L'evoluzione demografica è riportata nella seguente tabella:
Abitanti censiti

## Geografia antropica

### Frazioni
- Etzgen[3]
- Hottwil[4]
- Mettau[5]
- Oberhofen[6]
- Wil[7]